# Bureau pour le développement des migrations intéressant les départements d'outre-mer
Le Bureau pour le développement des migrations intéressant les départements d'outre-mer, ou Bumidom, fut un organisme public français chargé d'accompagner l'émigration des habitants des départements d'outre-mer vers la France métropolitaine. Fondé en 1963, il disparaît en 1982 pour céder la place à l'Agence nationale pour l'insertion et la promotion des travailleurs d'outre-mer (ANT), renommée Agence de l'outre-mer pour la mobilité ou LADOM depuis 1992.

## Origines et développement
Le Bumidom a été créé en 1963 par Michel Debré à la suite d'un voyage effectué à La Réunion en 1959 avec le général de Gaulle. Ses statuts sont publiés au Journal officiel de la République française le 7 juin de cette même année. Ils précisent que « la société a pour objet de contribuer à la solution des problèmes démographiques intéressant les départements d'outre-mer. » Société d'État dotée de la personnalité civile et de l'autonomie financière, le Bumidom est placé sous la tutelle du ministère des DOM-TOM et du ministère de l'Économie. Ses missions sont multiples : information des futurs migrants, formation professionnelle, regroupement familial, gestion des centres d'accueil.
Le Bumidom était également vu comme un moyen de diminuer l'influence des mouvements indépendantistes antillais qui, dans les années 1960, se renforçaient. 
Au départ, le Bumidom n'était qu'un prolongement du Bureau pour le développement de la production agricole (BDPA) par ailleurs occupé par la Sakay, une enclave construite par des immigrés réunionnais à Madagascar à compter de 1952. Bon nombre des postes clés en son sein ont été tenus dès sa création par des anciens du BDPA. En outre, beaucoup de départs de jeunes Réunionnais vers la métropole se fera via l'enclave. Ils y recevront au préalable une remise à niveau pour cause d'illettrisme.
Le Bumidom s'installe d'abord rue du Faubourg-Saint-Honoré à Paris, dans un appartement de six pièces dont la salle de bains sera transformée en accueil. La première antenne régionale sera par la suite créée à Cannes. D'autres suivront, notamment au Havre ou à Nantes. Cette dernière sera remplacée en 1959 par un centre ouvert à Dieppe. Les autres seront remplacées par de nouvelles antennes à Rouen et Marseille, le dernier centre ouvrant en 1973. Par ailleurs installé à Crouy-sur-Ourcq en 1965 et Simandres en 1968, le Bumidom se rapproche ainsi des portes d'entrée des migrants en métropole. À Paris, le Bureau finira par acquérir l'ancienne ambassade de Pologne en France, rue Crillon.
Les interventions du Bumidom sont à l'origine d'autres entités, comme le Comité national d'accueil et d'actions pour les Réunionnais en mobilité (CNARM) créé en 1965 pour aider les Réunionnais à trouver un travail en métropole.

## Politique migratoire
Selon Alphonse Técher, le Bumidom a organisé la venue en métropole de 70 615 personnes entre sa création et décembre 1981. Cela représente 44,7 % d'un total de 157 000 migrants venus d'outre-mer s'installer en France métropolitaine durant cette période, les autres se déplaçant dans le cadre de leur service militaire, d'une mutation de la fonction publique ou d'une migration plus spontanée.
La politique migratoire du Bumidom n'a pas concerné les ressortissants de la Guyane, celle-ci ne connaissant pas les problèmes de surpopulation constatées dans les autres principaux départements d'outre-mer. La Guadeloupe et la Martinique ont émis respectivement 16 562 et 16 580 migrants durant la période citée ci-dessus. La Réunion en a émis 37 473, soit plus de la moitié du total. Ils sont majoritairement originaires du sud de l'île, des Avirons à Saint-Philippe. La surcharge démographique y est critique. La population y est majoritairement blanche et donc réputée mieux susceptible de s'adapter à la vie européenne.
D'une façon générale, l'émigration organisée par le Bumidom n'a d'abord été qu'une émigration de travail. C'est notamment le cas jusqu'en 1966, année au cours de laquelle les migrants réunionnais cessent d'arriver par bateau depuis le port de la Pointe des Galets et parviennent désormais en métropole par avion depuis l'aéroport de Gillot. Débarqués à Marseille, ils sont dispersés dans tout l'Hexagone pour y effectuer le travail d'agent des PTT. Réputés « dociles », ils deviennent aussi ouvriers spécialisés sur les lignes de montage de Renault ou Simca. Ils changent de postes régulièrement et sont mobiles à l'intérieur du pays.
Mais avec la multiplication des procédures de regroupement familial, l'émigration organisée par le Bumidom devient au début des années 1970 une migration de peuplement. De fait, les migrants ne passent plus toujours par les foyers provisoires de travailleurs comme durant la première décennie. Ils se fixent définitivement dans des chambres meublées en centre-ville ou surtout en banlieue avec les autres populations émigrées. Mieux diplômées, les femmes désormais plus nombreuses sont orientées vers l'aumônerie et le secteur paramédical.
Beaucoup pensent que l'époque du Bumidom fut celle du remplacement dans les DOM des migrants par des Métropolitains à qui on assurait une prospérité dans ces colonies vidées de leur force de travail. Par ailleurs nombre de propagandes dans les différents ports proposaient à ceux qui recherchaient du travail, l'exotisme et tous les avantages liés aux conditions de vie sur place. La réalité est plus subtile : les profils de ceux qui partaient par le Bumidom ne correspondaient pas à ceux qui entraient dans les DOM pour y travailler. Ces derniers étaient en outre beaucoup moins nombreux.
En même temps, quel que soit le niveau d'instruction des migrants, ils furent embauchés à des tâches subalternes devant prouver que leur niveau était au-dessus de leur apparence, d'autres se firent happer par la pègre (énormément d'histoires de drogue et de prostitution, de disparitions…). Ce racisme sous-jacent contribua à un enfermement psychologique de ces gens qui ne pouvaient plus exister pour ce qu'ils étaient vraiment.

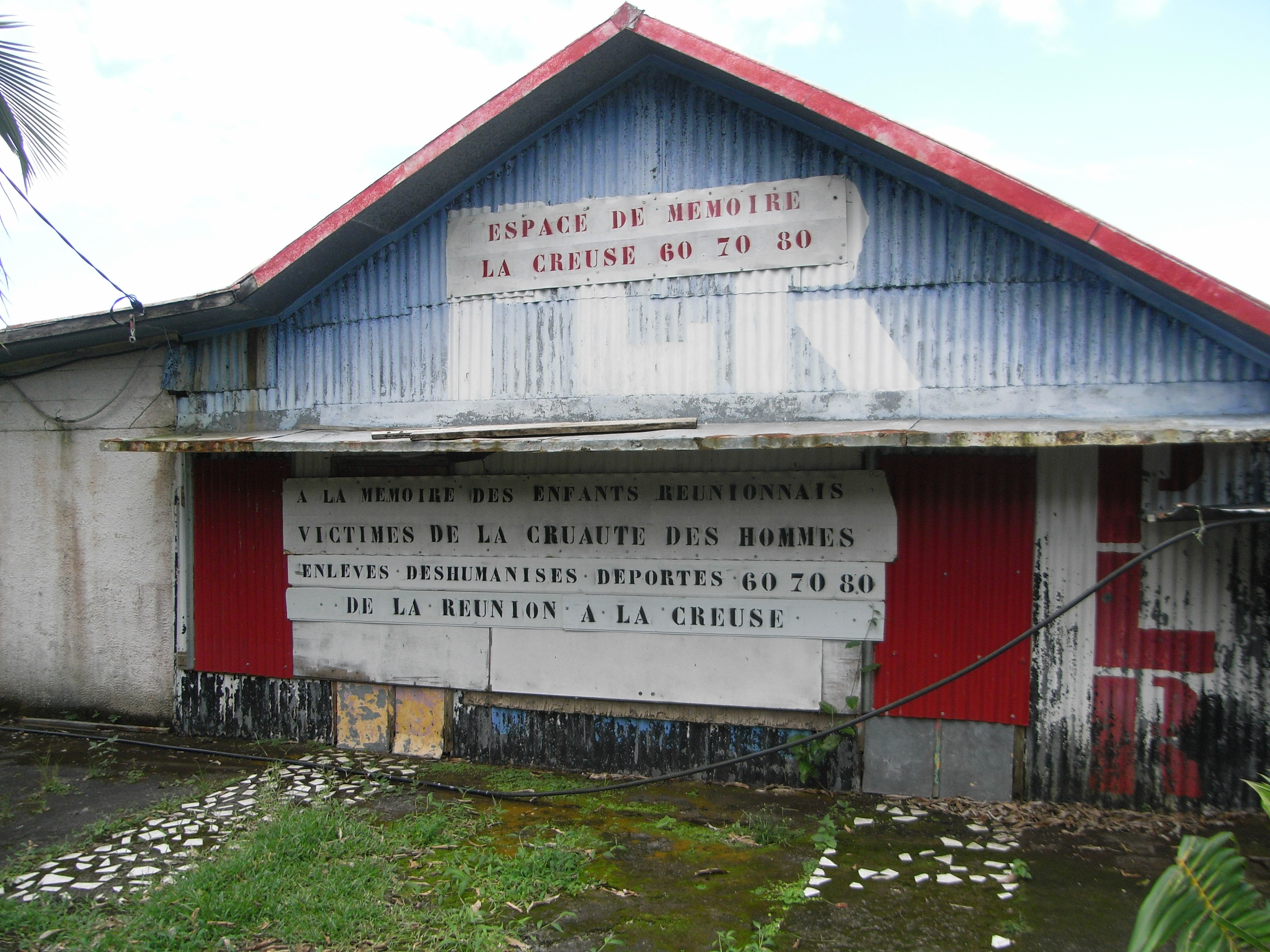
Espace de mémoire des victimes du Bumidom au Tremblet, île de La Réunion.

## Disparition et critiques
Le Bumidom a été remplacé par l'Agence nationale pour l'insertion et la promotion des travailleurs d'outre-mer en 1982,, à la suite de l'arrivée de la gauche au pouvoir. Entretemps, il a procédé au déplacement de milliers de personnes vers Paris et la province française. Certaines personnes disent que les conditions d'accueil des migrants n'étaient pas celles qui leur avaient été présentées lors de leur départ.
Le programme mis en place par Michel Debré pour contribuer au repeuplement de la Creuse par la « déportation » d'enfants réunionnais en échange de promesses d'avenir qui a depuis fait scandale a été porté par le Bumidom. Cette affaire est connue sous le nom des enfants de la Creuse. De 1963 à 1982, 1 630 enfants réunionnais ont été arrachés à leur île natale et envoyés, pour la plupart, dans la Creuse et en Lozère. Le scandale éclate le 30 janvier 2002, lorsque Jean-Jacques Martial, un Réunionnais exilé en 1966, dépose plainte pour « enlèvement et séquestration de mineur, rafle et déportation ».
Aussi, celui-ci a été systématiquement dénoncé à compter du milieu des années 1970 dans la littérature et la musique réunionnaise. On trouve ainsi une critique du Bumidom dans l'ouvrage Zistoire Kristian, roman collectif paru en 1977. On en trouve d'autres dans les chansons de Danyèl Waro, un chanteur de maloya sur l'île qui fut lui-même emprisonné en métropole à la suite de son refus de faire son service militaire.
On consultera également les chansons de Ziskakan. L'une d'entre elles, sortie en 1980, s'intitule justement Bumidom. Elle se termine en affirmant (en créole réunionnais) :
« Bimidom, bimidom ou vol nout bann frer.
Bimidom, bimidom ramas pa manter.

Bimidom, bimidom ou fé mal nout ker.
Bimidom, bimidom na kas ton bann fer. »
« Bumidom, Bumidom, tu nous voles nos frères.
Bumidom, Bumidom, ne mens pas.

Bumidom, Bumidom, tu fais mal à nos cœurs.
Bumidom, Bumidom, nous casserons tes fers. »

## Dans les médias
- En 2007, le film documentaire écrit par Michel Reinette et Antoine Léonard-Maestrati, et réalisé par ce dernier, L'avenir est ailleurs[9], témoigne de la violence du Bumidom.
- En 2008, le film documentaire de Fabienne Kanor et Emanuelle Bidou, Jambé dlo, une histoire antillaise[10], raconte le parcours de familles de Martinique et de Guadeloupe dont l'un des membres est parti par le Bumidom.
- En 2010, le film documentaire de Jackie Bastide, Bumidom, des Français venus d'outremer[11], revient sur cette histoire.
- En 2015, le film Rassine Monmon, Papa, tome 1 : Ce passé qui ne passe pas !, réalisé par Michael Gence et produit par le Kollectif Nawak (2015)[12], est un documentaire qui traite d'un point de vue personnel de cette période « Bumidom ». Cette première partie, pose le contexte de cette époque de migration généralisée à La Réunion (fonction publique, études, jeunes travailleurs, et « pupilles »), par l'agencement de témoignages et archives.
- En 2016, le Bumidom est au centre de l'intrigue du film Le Gang des Antillais[13].
- En 2017, l'histoire du Bumidom est retracée dans la bande dessinée documentaire Péyi An Nou de Jessica Oublié et Marie-Ange Rousseau.
- En 2018, le téléfilm Le Rêve français se fonde sur les conséquences du Bumidom.
- En 2021, le documentaire d'Erika Etangsalé intitulé Lèv la tèt dann fénwar (Quand la nuit se soulève) relate l'histoire de son père parti de La Réunion à 17 ans avec le Bumidom.

### Radio
- Jean-Louis Rioual et Renaud Dalmar (réal.), « Les pupilles réunionnais, un aller sans retour pour la métropole », documentaire [53 min], La Fabrique de l'histoire, France Culture, 30 mars 2010 (rediff. le 23 juillet 2010).

### Vidéographie
- Rassine Monmon, Papa, de Michaël  Gence, vol. 1 : Ce passé qui ne passe pas !, de Kollectif Nawak, 2015, 82 min, 16:9 [présentation en ligne], [voir en ligne].
- Bumidom, des Français venus d'outre-mer, de Jackie  Bastide, de Temps noir Productions / France 2 pour Infrarouge, 2010, 53 min, 16:9 [présentation en ligne].